# The Oprah Winfrey Show
The Oprah Winfrey Show was een Amerikaans praatprogramma, gepresenteerd en geproduceerd door Oprah Winfrey.

## Geschiedenis
Winfrey verraste Amerika in AM Chicago, de voorloper van The Oprah Winfrey Show, met haar manier van omgaan met mensen en maakte volgens velen oprechte televisie, waarbij gelachen en gehuild kan worden. Kenmerkend voor het programma was het traditionele handenschudden wanneer zij binnenkwam. Door de populariteit van het programma werd er spoedig besloten tot een titelverandering en werd het praatprogramma naar de presentatrice vernoemd. Aanvankelijk richtte het programma zich voor een groot deel op het brengen van sensatienieuws. Toen andere praatprogramma's hetzelfde concept tot in het extreme doortrokken (Ricki Lake, Jerry Springer, etc.), besloot Winfrey het roer om te gooien en haar programma met meer respect te brengen. Een van de opzienbarendste afleveringen was een aflevering in 1993, waarin Winfrey als een van de weinigen in de wereld Michael Jackson mocht interviewen. Dit interview bezorgde haar wereldwijde bekendheid. In 2011 werd het programma in meer dan 150 landen uitgezonden.
De laatste aflevering van The Oprah Winfrey Show werd in de Verenigde Staten uitgezonden op 25 mei 2011.

### Vaste onderdelen
Oprah's Book Club
In dit maandelijkse onderdeel stond een boek centraal. Winfrey had ook vaak een vraaggesprek met de auteurs en besprak het boek met prominente gasten en soms ook met kijkers die haar een brief naar aanleiding van het boek hadden geschreven.
What's The Buzz
In dit onderdeel stond een pas doorgebroken artiest centraal.
Oprah's Favorite Things
Dit onderdeel werd meestal kort voor de feestdagen uitgezonden. Winfrey liet hierin haar favoriete producten zien en gaf ze weg aan het publiek.
Tuesdays With Dr Phil
In 1996 begon Winfrey met dit onderdeel. Ze besprak hierin diverse onderwerpen met psycholoog Phil McGraw. Dr. Phil kreeg na het aanslaan zijn eigen programma.
Ask Dr. Oz
Voor dit onderdeel van het programma konden kijkers vragen insturen die door Dr. Oz werden beantwoord. Ook was er een Dr. Oz Health Quiz waarin het publiek door middel van een stemkastje Dr. Oz' vragen moest beantwoorden.

## Trivia
- Patti Labelle was het vaakst te gast in het programma.
- Céline Dion was 28 keer te gast en daarmee een goede tweede.
- De maandelijkse elektriciteitsrekening bedroeg 65.000 dollar.
- Tijdens een opname in september 2004 kreeg iedereen die het programma bijwoonde een auto van haar cadeau. Deze auto's waren geschonken door Pontiac, een onderdeel van General Motors. De uitzending leidde echter tot commotie toen bleek dat sommigen de belasting over de auto niet konden betalen.[4] Winfrey had echter nadrukkelijk in het programma aangegeven dat er belasting betaald diende te worden. Wanneer de belasting niet betaald kon worden, bestond de mogelijkheid de auto te verkopen of hem te weigeren.